# 1340 Іветт
1340 Іветт (1340 Yvette) — астероїд головного поясу, відкритий 27 грудня 1934 року.
Тіссеранів параметр щодо Юпітера — 3,187.